# Open Source (film)
Pour l’article homonyme, voir Open Source.
Pour plus de détails, voir Fiche technique et Distribution.
Open Source ou Cible de choix au Québec (Hard Kill) est un thriller d'action américain réalisé par Matt Eskandari, sorti en 2020 en VOD.
Le titre du film est un abus de langage informatique du concept Open source qui s'applique aux logiciels.

## Synopsis
Inquiète que sa technologie révolutionnaire soit utilisée à mauvais escient à des fins militaires, Eva Chalmers s'approche d'un extrémiste connu sous le nom du "Pardonneur", qui promet de l'aider à l'utiliser pour sauver le monde.  Lorsqu'elle rechigne à ses projets terroristes, il la prend en otage et tente de contraindre son père Donovan Cgalmers un patron milliardaire à révéler le code pour l'activer.  Donovan engage une équipe de mercenaires dirigée par Derek Miller pour sauver Eva et récupérer la technologie.

## Fiche technique
- Titre original : Hard Kill
- Titre français : Hard Kill (en VOD) / Open Source (en DVD et Blu-ray)
- Titre québécois : Cible de choix
- Réalisation : Matt Eskandari
- Scénario : Joe Russo et Chris LaMont
- Photographie : Bryan Koss
- Montage : R.J. Cooper
- Musique : Rhyan D'Errico
- Production : Randall Emmett, George Furla, Shaun Sanghani et Mark Stewart
- Sociétés de production : Emmett/Furla Oasis Films, SSS Entertainment et BondIt Media Capital
- Sociétés de distribution : Vertical Entertainment (États-Unis), VVS Films (Québec), Studiocanal (France)
- Pays d'origine :  États-Unis
- Langue originale : anglais
- Format : couleur — 2,35:1
- Genre : thriller, action
- Durée : 98 minutes
- Dates de sortie :
  - États-Unis : 21 août 2020 (en VOD)
  - France : 11 novembre 2020 (en VOD) ; 28 juillet 2021 (en DVD et Blu-ray)
- Classification :
  - France : Interdit aux moins de 12 ans

## Distribution
- Bruce Willis (VF : Éric Herson-Macarel ; VQ : Jean-Luc Montminy) : Donovan Chalmers
- Jesse Metcalfe (VF : Thomas Roditi ; VQ : Nicholas Savard L'Herbier) : Derek Miller
- Eva Marie (VF : Pascale Mompez ; VQ : Mélanie Laberge) : Sasha Zindel
- Texas Battle (VQ : Stéphane Brulotte) : Nick Fox
- Lala Kent (VF : Chloé Berthier ; VQ : Aurélie Morgane) : Eva Chalmers
- Sergio Rizzuto (VQ : Kevin Houle) : Le Pardonneur
- Swen Temmel (VF : Thibaut Lacour ; VQ : Guillaume Champoux) : 	Dash Hawkins
- Tyler Jon Olson : lieutenant Colton
- Jacquie Nguyen : Gemma
- Leslee Emmett (VF : Nathalie Bleynie) : Crystal

 Source et légende : version française (VF) sur RS Doublage
 Source et légende : version québécoise (VQ) sur Doublage.qc.ca